# سفارين
سفارين هي إحدى القرى الفلسطينية الموجودة في مدينة طولكرم تقع إلى الجنوب الشرقي من مدينة طولكرم، وعلى بعد 20 كم، تتبع إدارياً لمدينة طولكرم.

## التسمية
يرجح أن اسم سفارين محرف من (سفرين) بمعنى أسفار وكتب، ذكرتها المصادر الفرنجية ونسب إليها الشيخ محمد السفاريني، وتعود أصول قبيلته إلى الحجاز نزحوا إلى فلسطين واستقروا فيها.

## جغرافيا المدينة
تبلغ المساحة العمرانية للقرية حوالي 270 دونم، ومساحة أراضيها 9700 دونم، وتحيط بأراضيها أراضي قرى بيت ليد من الشرق و كفر اللبد من الشمال وأراضي قرية شوفة من الغرب وأراضي قريتي كور و كفر صور والراس من الجنوب.

## المناخ
عموما تتأثر سفارين بمناخ حوض البحر المتوسط و ذلك لقربها من البحر نسبيا مما يجعلها معتدلة البرودة في الشتاء و دافئه حاره صيفا.

## المرافق العامة
يوجد في قرية سفارين مسجدان ومدرسة مختلطة يدرس فيها حتى التوجيهي الأدبي ، ويوجد فيها عيادة طبية.

## سكان القرية
وبلغ عدد سكانها عام 2009 إلى 1500 نسمه ارتفع إلى 1700 نسمة عام 2010. وبلغ عدد سكانها عام 1967 بعد الاحتلال حوالي 490 نسمة ارتفع إلى 650 نسمة عام 1987 م.
وحسب إحصائيات منظمة الأمم المتحدة عام 2010 احتل اهلها أعلى نسب التعليم في فلسطين والمهجر.
يعرف أهلها بالعلم وتعتبر نسبة التعليم بينهم من أعلى النسب في فلسطين .

### أعلام بارزون
- محمد مصطفى

## سكان القرية في المهجر
نزح العديد من سكان القرية بعد الاحتلال إلى الأردن و سكنوا في منطقة الزرقاء ، يوجد في الزرقاء العديد من العائلات السفارينية و يعتبر أكبر تجمع سكاني لهم بعد قرية سفارين هو في مدينة الزرقاء.
رحل العديد منهم إلى الكويت واستقروا فيها شأنهم في ذلك شأن الكثيرين من أهل فلسطين وكذلك عدد قليل إلى السعودية والإمارات. بعد أحداث الخليج رجع الغالبية منهم إلى الأردن واستقروا فيها وصار لهم تجمع في عمان وتواجد في اربد وبداية تواجد في العقبة لأحد أبنائها المهندسين .